# (464503) 2016 BB77
(464503) 2016 BB77 es un asteroide perteneciente al cinturón de asteroides, descubierto el 18 de octubre de 2007 por el equipo Spacewatch desde el Observatorio Nacional de Kitt Peak (Arizona, Estados Unidos).